# Los Angeles Aztecs
I Los Angeles Aztecs furono un club calcistico statunitense fondato nel 1973 e attivo dal 1974 al 1981 nel campionato nordamericano di vertice, la NASL, del quale fu vincitore nell'anno d'esordio. Il club si sciolse ufficialmente nel 1985.

## Storia
Fondati nel 1973, gli Aztecs si proposero subito, per ambizioni di alta classifica, come il contraltare dei Cosmos sulla costa del Pacifico. In effetti essi vinsero subito il titolo nordamericano nella stagione d'esordio e l'ingresso di Elton John nel capitale della società con il 25% permise di ingaggiare giocatori di primissimo piano: il nordirlandese George Best arrivò nel 1976 e giocò nel club per tre stagioni (ottenendo tuttavia come massimo risultato la semifinale nel 1977); con l'avvento di Rinus Michels sulla panchina della squadra, fu ingaggiato nel 1979 il fuoriclasse olandese Johan Cruijff, che, pur vincitore nella sua unica stagione del premio di miglior giocatore della NASL, non riuscì a far fare alla squadra il salto di qualità per andare oltre i quarti di finale per il titolo nordamericano.
Nel 1975 l'appena venticinquenne Terry Fisher venne chiamato alla guida degli Aztecs, divenendo l'allora più giovane allenatore professionista degli Stati Uniti d'America.
A parte il titolo del 1974, le due citate semifinali furono il massimo risultato sportivo che il club ottenne nella NASL. Causa mancanza di fondi, e scarsa affluenza di pubblico, che non garantì mai una media di più di 15.000 spettatori per stagione nonostante uno stadio capace di ospitarne più di 90.000, il club cessò l'attività agonistica nel 1981 e, nel 1985, si sciolse.

## Colori e simbolo
In omaggio al nome della squadra, il suo simbolo, un'aquila con le piume a semicerchio, richiamava quello della forma con cui veniva raffigurata la divinità azteca Mixcoatl. I colori di gara erano il bianco e rosso (la maglia era bianca con inserti rossi e, più raramente, l'opposto). La seconda maglia, color ocra, fu anche quella che rispecchiò i colori sociali del club nel secondo periodo della sua storia, quando il logo virò a tale colore in luogo di quello fino ad allora utilizzato, con sfondo bianco.

## Stadio
Lo stadio degli Aztecs fu il Los Angeles Memorial Coliseum, meglio noto semplicemente come Coliseum. Esso è uno stadio olimpico all'aperto, senza posti coperti, costruito nel 1923, che ospitò la X e la XXIII edizione delle Olimpiadi estive, rispettivamente nel 1932 e nel 1984. Passato attraverso diverse ristrutturazioni, vide la capienza originaria di circa 76.000 posti aumentare a poco più di 100.000 in occasione delle Olimpiadi del 1932 e ridursi, per motivi di sicurezza, a circa 95.000 nel 1995.
Nonostante la capienza dello stadio, gli Aztecs non riuscirono mai a riempirlo, a causa dello scarso seguito del calcio sulla costa occidentale e, più in generale, della scarsa considerazione verso tale disciplina in tutto il Paese; infatti, il picco di affluenza media, raggiunto nel 1979, fu di meno di 15.000 spettatori per gara.

## Allenatori
- Alex Perolli (1974-1975)
- Terry Fisher (1975-1978)
- Tommy Smith (1978)
- Peter Short (1978)
- Rinus Michels (1979-1980)
- Cláudio Coutinho (1981)

## Palmarès
- Campionati nordamericani (NASL): 1 (1974).
  - Divisioni vinte: 3 (Western Division 1974, 1980, 1981).